# Mamoea otira
Mamoea otira là một loài nhện trong họ Amphinectidae. Loài này phân bố ở New Zealand.